# Schweiz i Eurovision Song Contest 2015
Schweiz deltog i Eurovision Song Contest 2015 i Wien, Österrike. Deras deltagande låt valdes genom den nationella finalen ESC 2015 - Die Entscheidungsshow, organiserad av det schweiziska tv-bolaget SRG SSR. Nationen representerades av låten "Time to Shine", skriven och framförd av Mélanie René.

## Upplägg
ESC 2015 - Die Entscheidung var den femte omgången av den schweiziska nationella uttagningen till Eurovision Song Contest 2015. Den nationella finalen var ett samarbete mellan fyra programföretag i Schweiz: Schweizer Radio und Fernsehen (SRF ), Radio Télévision Suisse (RTS), Radiotelevisione svizzera (RSI) och Radiotelevisione Svizra Rumantscha (RTR). Showen sändes på SRF 1, RTS Deux, RSI La 2 liksom SRF:s webcastnät.

## Finalen
ESC 2015 - Die Entscheidungsshow skedde den 31 januari 2015 i Bodensee Arena i Kreuzlingen, värd var Sven Epiney. Showen bestod av två delar: i den första delen framfördes de sex kandidatlåtarna, och i den andra delen framförde varje artist/grupp en cover av en annan låt. I den andra delen framförde Deborah Bough "Shake It Off" (av Taylor Swift), Timebelle framförde "Rude Boy" (av Rihanna), Licia Chery framförde "All about the Bass" (av Meghan Trainor), Andy McSean sjöng "Chasing Cars" (av Snow Patrol), Mélanie René framförde "Chandelier" (av Sia Furler) och Tiziana framförde "The Power of Love" (av Frankie Goes to Hollywood). Förutom de konkurrerande artisterna uppträdde även 2014 års vinnare Conchita Wurst med "Rise Like a Phoenix".
| Startnummer | Artist         | Låt                | Placering |
| ----------- | -------------- | ------------------ | --------- |
| 1           | Deborah Brough | Take Me back to 23 | 6         |
| 2           | Timebelle      | Singing about Love | 2         |
| 3           | Licia Chery    | Fly                | 3         |
| 4           | Andy McSean    | Hey Now            | 4         |
| 5           | Mélanie René   | Time To Shine      | 1         |
| 6           | Tiziana        | Only Human         | 5         |

## Under Eurovision
Schweiz deltog i den andra semifinalen 21 maj. De kom inte till final. Efter att semifinalställningen presenterades visade det sig att Schweiz hamnat sist med 4 poäng.